# 上阿德爾山

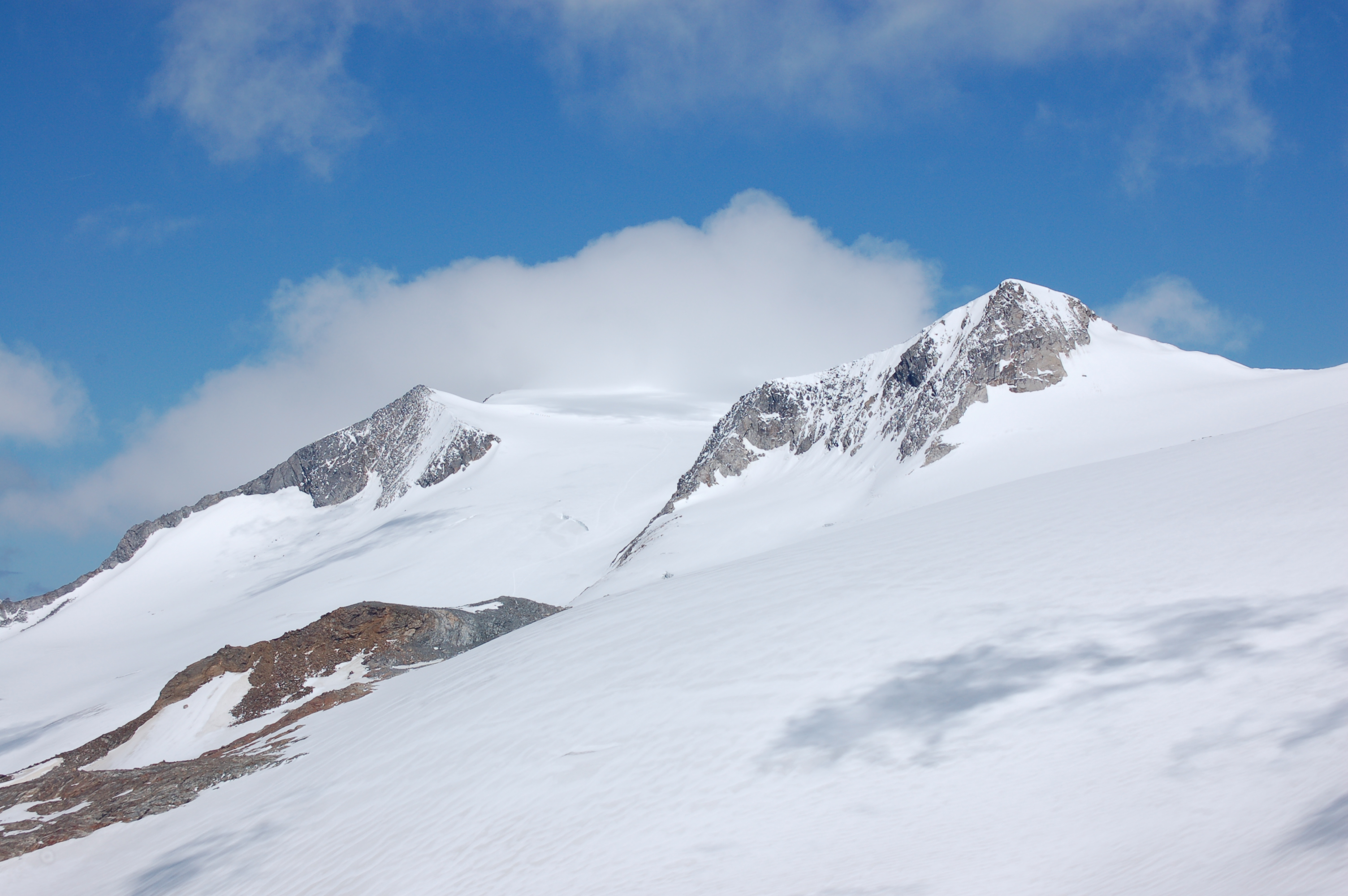

上阿德爾山（德語：Hohes Aderl），是奧地利的山峰，位於該國西部，由蒂羅爾州負責管轄，屬於維內迪傑山脈的一部分，海拔高度3,506米，每年平均降雨量1,971毫米。